# Hrvatsko književno društvo
Hrvatsko književno društvo (HKD) je udruženje koje okuplja književnike iz Hrvatske i inozemstva.

### Povijest
Hrvatsko književno društvo osnovano je 2007. godine u Rijeci i okuplja književnike iz cijele Hrvatske i inozemstva. Osnovali su ga književnici Valerio Orlić, Josip Eugen Šeta i Ernie Gigante Dešković. Pored središnjice u Rijeci u sastavu društva djeluje Ogranak u Zadru  osnovan 2013. godine i Ogranak u Zagrebu   osnovan 2014. godine. U sastavu društva djeluju i grupe iz Pule, Osijeka, Slovenije i Srbije.

### Ciljevi
Ciljevi Hrvatskog književnog društva su objavljivanje knjiga i publikacija, organizacija književnih događanja, promocija književnosti te dijalog i prijateljstvo među književnicima. Društvo također pruža pomoć svojim članovima pri objavljivanju knjiga te se zalaže za njihova spisateljska prava.

### Časopisi
Društvo objavljuje časopis za kulturu i književnost „Književno pero“  koji izlazi najmanje jednom godišnje te časopis za kulturu "Krik"  .

### Djelatnost
Društvo provodi književni natječaj „Josip Eugen Šeta“ za najbolju neobjavljenu zbirku poezije na hrvatskom jeziku, organizira međunarodni „Festival književnosti“ koji se jednom godišnje održava u Rijeci i okolici, književnu koloniju na otoku Pagu i dane posvećene književniku Anti Zemljaru   Arhivirana inačica izvorne stranice od 29. veljače 2020. (Wayback Machine) te znanstveno-književni skup "Petar Kanavelić" na Korčuli .
Od 2017. organizira manifestaciju Poetski prozor u svijet.

## Vanjske poveznice
- http://novilist.hr/Kultura/Knjizevnost/HKD-najavio-susrete-Petar-Kanavelic-i-Korcula
- https://www.vecernji.hr/tag/knjizevno-pero-235297
- https://www.mvinfo.hr/knjiga/5600/knjizevno-pero-casopis-za-kulturu-i-knjizevnost-hrvatskog-knjizevnog-drustva-2-3
- http://novilist.hr/index.php/Kultura/Knjizevnost/Najavljen-Festival-Knjizevnosti-U-Rijeku-stize-vise-od-100-pisaca
- http://kvarnerski.com/hrvatsko-knjizevno-drustvo-sa-sjedistem-u-rijeci-osnovalo-ogranak-u-zagrebu/  Arhivirana inačica izvorne stranice od 29. veljače 2020. (Wayback Machine)